# Tōhoku Shinkansen
El Tōhoku Shinkansen (東北新幹線?) es una sección de la red japonesa de líneas de ferrocarril de alta velocidad Shinkansen, que conecta Tokio con Aomori; en la región de Tōhoku, Honshu. Con 674 km, es el Shinkansen más extenso de Japón. Se está ampliando con el Hokkaido Shinkansen, hacía las estaciones de Shin-Hakodate (2016) y Sapporo (2035). Tiene dos ramales conocidos como Mini-shinkansen, el Yamagata Shinkansen y el Akita Shinkansen. La línea es operada por la East Japan Railway Company.

## Servicios
Existen cuatro tipos de servicios:
- Hayabusa, Tokio - Shin-Aomori paradas limitadas (4), desde el 5 de marzo de 2011.
- Hayate, Tokio - Shin-Aomori paradas limitadas (6), desde diciembre de 2002.
- Yamabiko, Tokio - Sendai con paradas limitadas, y luego toda las estaciones hasta Morioka (entre 12 y 16), desde 1982.
- Nasuno, Tokio - Kōriyama todas las estaciones (8), desde 1995.

Servicios discontinuados:
- Aoba, Tokio - Sendai todas las estaciones, junio de 1982 - octubre de 1997 (fusionado con Nasuno)

Los trenes de las líneas Akita Shinkansen y Yamagata Shinkansen también corren en las vías del Tōhoku Shinkansen desde Morioka y Fukushima respectivamente.
La velocidad máxima entre Tokio y Ōmiya es de 110 km/h, 275 km/h entre Ōmiya y Utsunomiya, 320 km/h entre Utsunomiya y Morioka, y 260 km/h entre Morioka y Shin-Aomori. El 30 de octubre de 2012, JR East anunció que está investigando y trabajando en llevar a 360 km/h el Tohoku Shinkansen para 2020.

## Listado de estaciones
| Estación          | Japonés      | Distancia (km) | Transbordos | Localidad    | Localidad               |
| ----------------- | ------------ | -------------- | --- | ------------ | ----------------------- |
| Estación de Tokio | 東京         | 0.0            | Tōkaidō Shinkansen, Línea Marunouchi, Línea Yamanote, Línea Keihin-Tōhoku, Línea principal Chūō, Línea principal Tōkaidō, Línea Yokosuka, Línea Sōbu, Línea Keiyō | Chiyoda      | Tokio                   |
| Ueno              | 上野         | 3.6            | Línea Ginza, Línea Hibiya, Línea principal Keisei, Línea Jōban, Línea Yamanote, Línea Keihin-Tōhoku, Línea principal Tōhoku, Línea Takasaki                       | Taitō        | Tokio                   |
| Ōmiya             | 大宮         | 31.3           | Jōetsu Shinkansen, Línea Tobu Noda, New Shuttle, Nagano Shinkansen, Línea Keihin-Tōhoku, Línea Saikyō, Línea Kawagoe, Línea principal Tōhoku, Línea Takasaki      | Ōmiya-ku     | Prefectura de Saitama   |
| Oyama             | 小山         | 80.6           | Línea principal Tōhoku, Línea Ryōmō, Línea Mito | Oyama        | Prefectura de Tochigi   |
| Utsunomiya        | 宇都宮       | 109.0          | Línea principal Tōhoku, Línea Nikkō | Utsunomiya   | Prefectura de Tochigi   |
| Nasu-Shiobara     | 那須塩原     | 152.4          | Línea principal Tōhoku | Nasushiobara | Prefectura de Tochigi   |
| Shin-Shirakawa    | 新白河       | 178.4          | Línea principal Tōhoku | Nishigō      | Prefectura de Fukushima |
| Kōriyama          | 郡山         | 213.9          | Línea principal Tōhoku, Línea Ban'etsu este, Línea Ban'etsu oeste, Línea Suigun                                                                                   | Koriyama     | Prefectura de Fukushima |
| Fukushima         | 福島         | 255.1          | Yamagata Shinkansen, Línea principal Tōhoku, Línea principal Ōu, Línea Fukushima Kōtsū Iizaka, Línea expresa Abukuma                                              | Fukushima    | Prefectura de Fukushima |
| Shiroishi-Zaō     | 白石蔵王     | 286.2          | | Shiroishi    | Prefectura de Miyagi    |
| Sendai            | 仙台         | 325.4          | Línea principal Tōhoku, Línea Senzan, Línea Senseki, Línea Jōban, Metro de Sendai Línea Nanboku                                                                   | Aoba-ku      | Prefectura de Miyagi    |
| Furukawa          | 古川         | 363.8          | Línea Rikuu Este | Ōsaki        | Prefectura de Miyagi    |
| Kurikoma-Kōgen    | くりこま高原 | 385.7          | | Kurihara     | Prefectura de Miyagi    |
| Ichinoseki        | 一ノ関       | 406.3          | Línea principal Tōhoku, Línea Ofunato | Ichinoseki   | Prefectura de Iwate     |
| Mizusawa-Esashi   | 水沢江刺     | 431.3          | | Ōshū         | Prefectura de Iwate     |
| Kitakami          | 北上         | 448.6          | Línea principal Tōhoku, Línea Kitakami | Kitakami     | Prefectura de Iwate     |
| Shin-Hanamaki     | 新花巻       | 463.1          | Línea Kamaishi | Hanamaki     | Prefectura de Iwate     |
| Morioka           | 盛岡         | 496.5          | Akita Shinkansen, Línea principal Tōhoku, Línea Tazawako, Línea Yamada, Línea Iwate Ginga (IGR), Línea Hanawa (JR, vía IGR)                                       | Morioka      | Prefectura de Iwate     |
| Iwate-Numakunai   | いわて沼宮内 | 527.6          | Línea Iwate Ginga | Iwate        | Prefectura de Iwate     |
| Ninohe            | 二戸         | 562.2          | Línea Iwate Ginga | Ninohe       | Prefectura de Iwate     |
| Hachinohe         | 八戸         | 593.1          | Línea Aoimori, Línea Hachinohe, | Hachinohe    | Prefectura de Aomori    |
| Shichinohe-Towada | 七戸十和田   | 628.2          | | Shichinohe   | Prefectura de Aomori    |
| Shin-Aomori       | 新青森       | 674.9          | Línea principal Ōu, Hokkaido Shinkansen | Aomori       | Prefectura de Aomori    |

## Material rodante

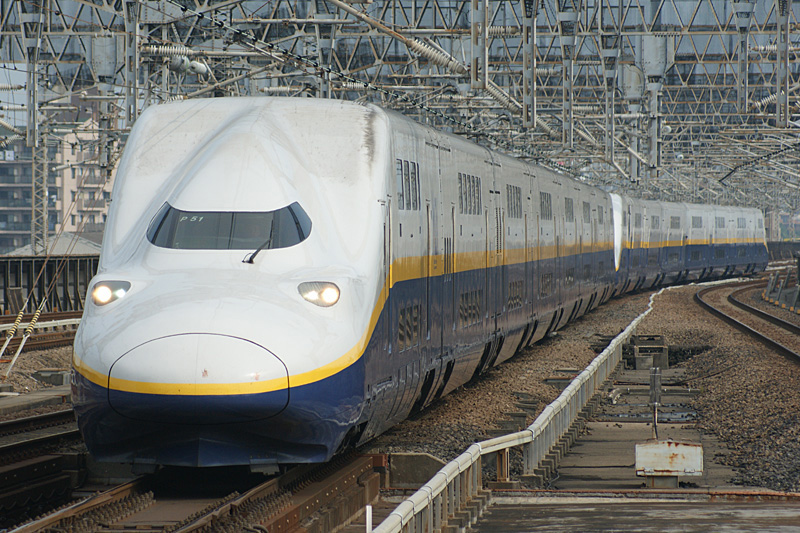
Serie E4 de dos pisos

- Serie E2: servicios Hayate / Yamabiko / Nasuno
- Serie E3: servicios Komachi / Tsubasa / Yamabiko / Nasuno
- Serie E5: servicios Hayabusa / Hayate / Yamabiko
- Serie E6: servicios Super Komachi

### Fuera de uso
- Serie 200: servicios Yamabiko / Nasuno (1982-2011)[4]
- Serie 400: servicios Tsubasa / Nasuno (1992-2010)
- Serie E1: servicios Max Yamabiko (1994-1999)
- Serie E4: servicios Max Yamabiko / Max Nasuno (septiembre de 2012)

### Para servicios no comerciales
- Clase E926 East i

### Introducción siguiente
- Serie E8: servicios Tsubasa / Yamabiko / Nasuno (a partir de 2024)

## Historia
- 28 de noviembre de 1971: Comienza la construcción de la línea.
- 23 de junio de 1982: La sección entre Ōmiya y Morioka es abierta.
- 14 de marzo de 1985: La sección entre Ueno y Ōmiya es abierta.
- 20 de junio de 1991: La sección entre Tokio y Ueno es abierta.
- Octubre de 1998: Mil millones de pasajeros fueron transportados por las líneas Shinkansen Tōhoku, Jōetsu y Nagano.
- 1 de diciembre de 2002: La sección Morioka-Hachinohe es abierta.
- 13 de abril de 2010: Comienzan las pruebas dinámicas en la extensión entre Hachinohe y Shin-Aomori[5][6]
- 4 de diciembre de 2010: La extensión entre Hachinohe y Shin-Aomori es abierta.[7][6]
- 5 de marzo de 2011: El nuevo servicio Hayabusa opera a 300 km/h entre Tokio y Shin-Aomori con los nuevos trenes de la Serie E5 trainsets.[8]
- 23 de junio de 2012: Es celebrado el 30.º aniversario, con aproximadamente dos mil millones de pasajeros transportados.[9]

Desde Shin-Aomori, la construcción de la línea progresa hacía Shin-Hakodate en Hokkaido (148,9 km, abrirán en marzo de 2016 como el Hokkaido Shinkansen); este pasa a través del túnel submarino más largo del mundo, el túnel Seikan; está planeado llegar a los 211,3 km con la llegada a Sapporo en 2035.
El terreno montañoso por el que la línea circula, requirió una gran dependencia en túneles. El Túnel Iwate-Ichinohe, en el estrecho de Morioka-Hachinohe, completado en 2000, fue brevemente el túnel de ferrocarril más largo del mundo con 25,8 km; en 2005 fue superado por el Túnel Hakkōda en la extensión hacia Aomori con 26,5 km. En 2007 el Túnel de base de Lötschberg (34,57 km) y en 2010 el Túnel de base de San Gotardo (57 km) en Suiza superó ambos.

### Terremoto y tsunami de Tōhoku
En la tarde del 11 de marzo de 2011, los servicios fueron suspendidos como resultado del Terremoto y tsunami de Japón de 2011. JR East, estimo que requerirían hacer alrededor de 1100 reparaciones entre Omiya e Iwate-Nukamai, desde techos de estaciones colapsados hasta partes del sistema eléctrico dañadas.
Servicios limitados se fueron restaurando en segmentos: Desde Tokio hasta Nasu-Shiobara fue reabierto el 15 de marzo, y entre Morioka y Shin-Aomiri el 22 de marzo. Entre Morioka e  Ichinoseki el 7 de abril, Nasu-Shiobara y Fukushima el 12 de abril y el resto de la línea alrededor del 30 de abril; aunque no en su esquema de velocidades y horarios completos. El 23 de septiembre de 2011 todos los servicios volvieron a operar a su velocidad normal.

## Servicios especiales por eventos

### 25.º aniversario

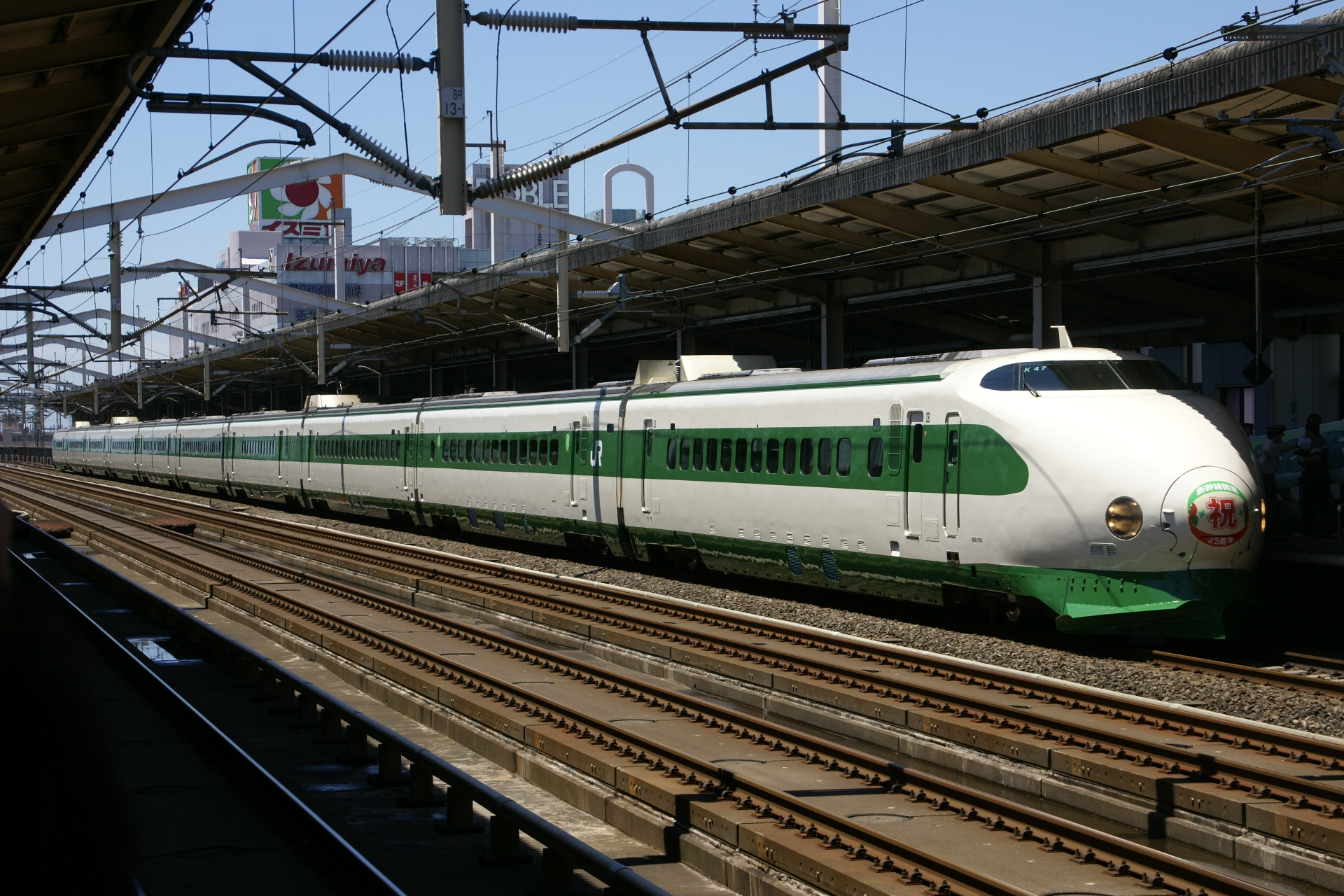
Formación K47 de 10 coches reacondicionada con la librea "revival" por el 25.º aniversario de trabajo, 23 de junio de 2007

El 23 de junio de 2007, la formación K47 de 10 coches fue usada para un servicio especial Yamabiko desde Omiya hasta Morioka, por el 25.º aniversario de la apertura de la línea Tohoku Shinkansen.

### 30.º aniversario
El 23 de junio de 2012, la formación K47 de 10 coches fue usada para un servicio especial Yamabiko desde Omiya hasta Morioka, por el 30.º aniversario de la apertura de la línea Tohoku Shinkansen.